# Santiago Catena
Santiago Catena Raya (Torres, 1880-Jaén, 1 de mayo de 1940) fue un agricultor, sindicalista y político socialista español, ejecutado por la dictadura franquista.

## Biografía
De familia humilde, se incorporó a la Unión General de Trabajadores (UGT) en la Federación de Trabajadores de la Tierra en 1908 y al Partido Socialista Obrero Español (PSOE) en 1910, convirtiéndose rápidamente en un líder agrario en su localidad. Durante la Restauración fue detenido en varias ocasiones, como muchos otros activistas sindicales, la más destacada en 1917, cuando fue preso durante los jornadas de huelgas en España y Europa. Dentro de la Restauración, fue especialmente perseguido en la dictadura de Primo de Rivera, impidiéndosele celebrar mítines y cerrando la Casa del Pueblo de Torres. En las elecciones de 1931 que dieron lugar a la llegada de la Segunda República fue elegido alcalde y en 1936 compromisario para la elección del Presidente de la República. Detenido al ocupar las tropas franquistas la localidad durante la guerra civil, fue sometido a un consejo de guerra en noviembre de 1939 que lo condenó a muerte, siendo fusilado en Jaén en 1940.